# Okinoerabu-jima
Okinoerabu-jima (jap. 沖永良部島) ist eine zur Amami-Gruppe gehörende Insel im Pazifischen Ozean. Sie ist Teil der japanischen Präfektur Kagoshima. Die Insel hat eine Fläche von ca. 93,63 km² und eine Einwohnerzahl von etwa 14.000. Administrativ gehört die Insel zur Präfektur Kagoshima und teilt sich dabei in die Gemeinden Wadomari und China. Ein Großteil der Insel befindet sich Innerhalb des Amamiguntō-Nationalparks. Auf der Insel wird ein Dialekt des Japanisch-Ryūkyū gesprochen.

## Geographie

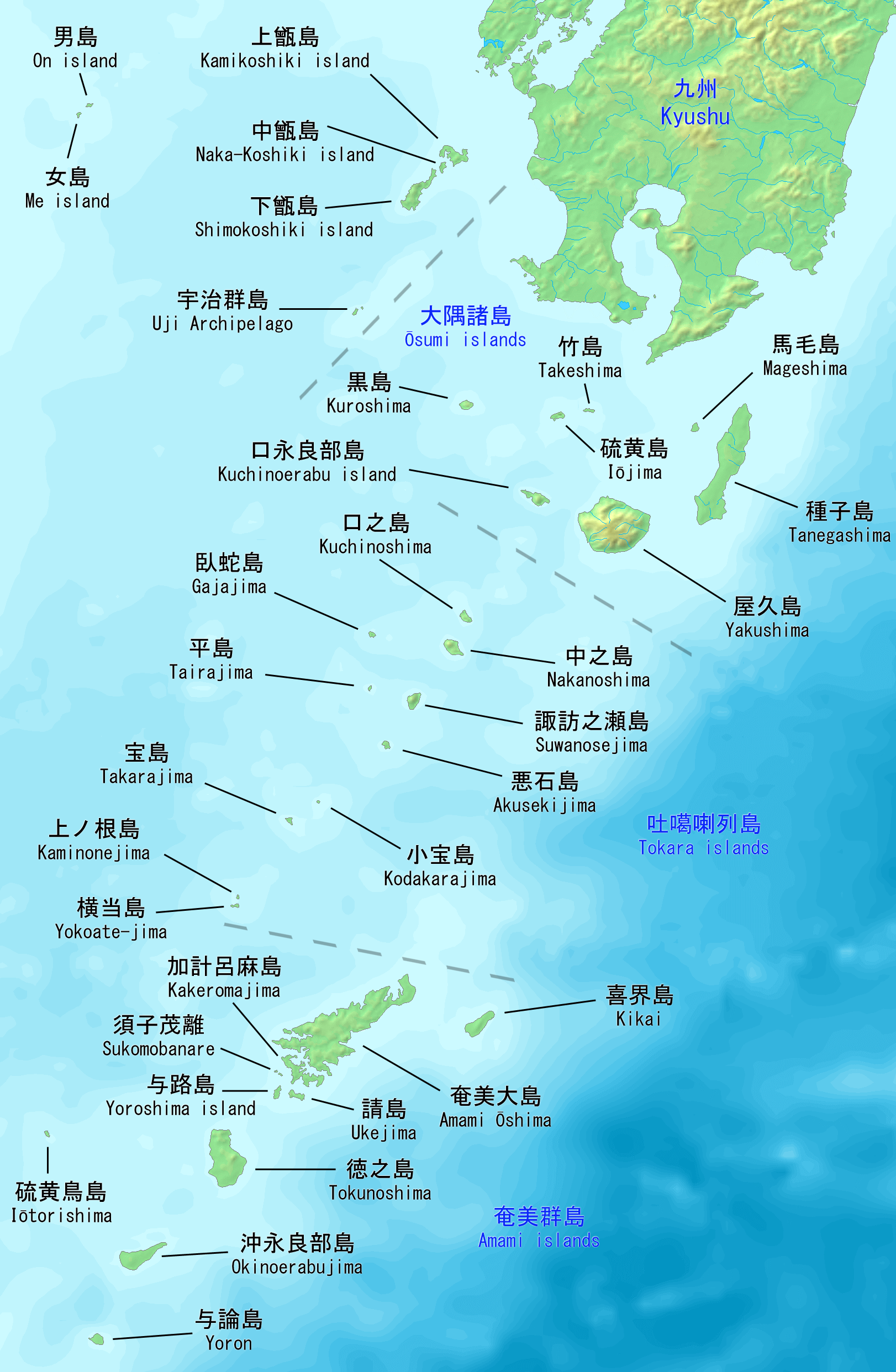
Satsunan-Inseln

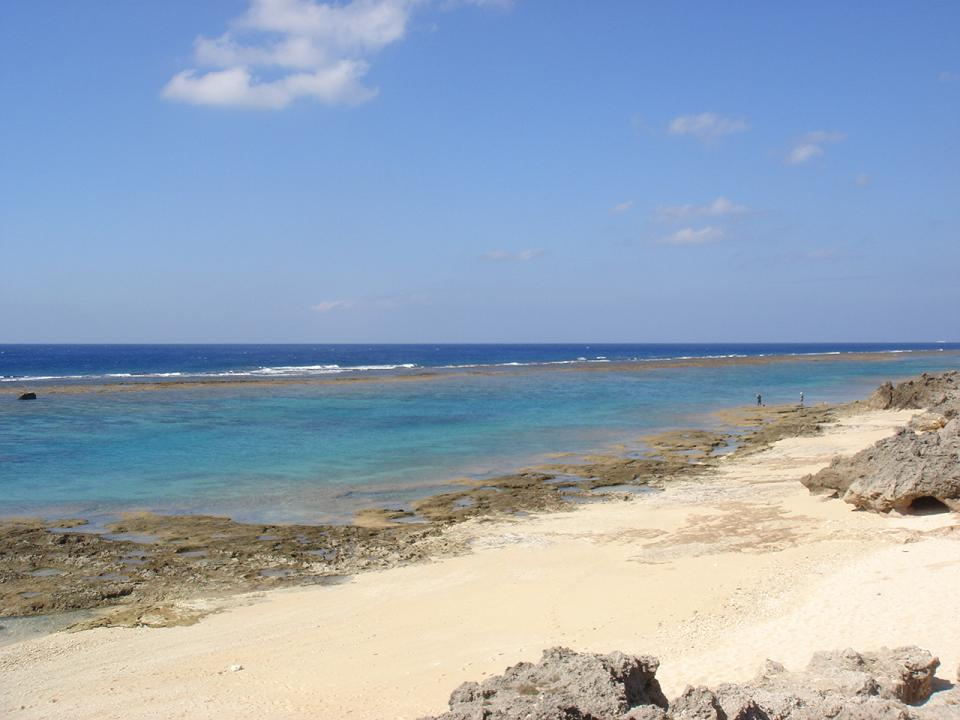
Yakomo-Strand

Die Insel Okinoerabu-jima liegt zwischen Tokunoshima und Yoron-jima (与論島) etwa 536 km südlich der Südspitze Kyūshūs und 60 km nördlich der Okinawa-Inseln. Die höchste Erhebung auf der Insel ist Ōyama mit einer Höhe von 246 m. Die Insel hat einen Umfang von 55 km bei einer Länge von 20 km und einer Breite von etwa 7 km. Die Küste ist mit Korallenriffen umgeben. Im östlichen Teil der Insel befindet sich ein ausgedehntes Kalksteinhöhlensystem, eines der größten in Asien.

## Geschichte
Es ist nicht bekannt wann Okinoerabu-jima besiedelt wurde. Es wurde zunächst vom Aji-Adel regiert, der ab dem 8. Jahrhundert zahlreiche Gusuku-Befestigungen errichtete. Ab 1266 war es Teil von Hokuzan und ab 1422 des Ryūkyū-Königreichs. Die Insel wurde während der Invasion von Ryūkyū im Jahr 1609 von Samurai aus Satsuma besetzt, und ihre Eingliederung zu Satsuma wurde 1624 vom Tokugawa-Shogunat offiziell anerkannt.
Die Satsuma-Herrschaft war hart. Die Bewohner der Insel wurden zur Leibeigenschaft gezwungen und zum Anbau von Zuckerrohr um die hohen Steuern bezahlen zu können, was oft zu Hungersnöten führte. Die Insel war von 1616 bis 1690 Tokunoshima untergeordnet, als ein unabhängiger Daikansho gegründet wurde. Während der gesamten Satsuma-Zeit wurde die Insel als Gefängnissiedlung genutzt, insbesondere für politische Straftäter, darunter viele Mitglieder der Ryūkyū-Königsfamilie. Der Samurai Saigō Takamori wurde von 1862 bis 1864 nach Okinoerabu-jima verbannt. Nach der Meiji-Restauration wurde die Insel in die Provinz Ōsumi eingegliedert und später Teil der Präfektur Kagoshima.
Nach dem Zweiten Weltkrieg war die Insel bis 1953 unter Besatzung der USA.
Im September 1977 verwüstete ein massiver Taifun (Taifun Babe) die Insel, die zwei Stunden lang Winden von mehr als 210 km/h ausgesetzt war. Fast zwei Drittel der Häuser auf der Insel wurden durch den Sturm beschädigt oder zerstört und insgesamt 73 Menschen wurden verletzt. Die meisten Verletzungen wurden durch einstürzende Gebäude verursacht.

## Klima
Okinoerabu-jima hat ein feuchtes subtropisches Ostseitenklima (Köppen-Geiger-Klassifikation Cfa) mit sehr warmen Sommern und milden Wintern. Die Niederschläge sind das ganze Jahr über erheblich, im Winter jedoch etwas geringer. Die Insel ist häufigen Taifunen ausgesetzt.

## Flora und Fauna
Auf Okinoerabu-jima leben mehrere seltene Arten von Reptilien und Insekten, die auf der Insel selbst oder  auf dieser und weiteren Ryūkyū-Inseln endemisch sind. Zu den Reptilien zählen beispielsweise die Grüne Langschwanzeidechse und die Skinkart Plestiodon marginatus. Die Population ersterer Art auf der Insel wird als lokal vom Aussterben bedroht eingestuft. Eine Bedrohung für diese und andere Arten sind Japan-Wiesel, die zur Ratten- und Mäusebekämpfung auf dieser und vielen anderen Inseln eingeführt wurden. Okinoerabu-jima ist einer von weniger Orten, an denen das Schwimmen mit Walen (Buckelwalen) gesetzlich zugelassen ist.

## Infrastruktur
Der Hafen von Wadomari in der gleichnamigen Stadt bietet regelmäßige Fährverbindungen nach Okinawa und Kagoshima. Der kleinere Hafen Chinas in der Stadt China bietet Fähren nach Kagoshima und zu anderen Amami-Inseln. Der Flughafen Okinoerabu in Wadomari befindet sich auf der Ostseite der Insel. Flüge verbinden die Insel mit Kagoshima, Tokunoshima, Amami (über Tokunoshima) und Okinawa (Naha).

## Wirtschaft
Mit mäßigen Niederschlägen und einem warmen Klima ist die Insel für die Landwirtschaft geeignet. Hauptsächlich werden Süßkartoffeln, Zuckerrohr und Blumen angebaut. Die Raffination von braunem Zucker und die Herstellung von destilliertem Shōchū-Likör ist die Hauptindustrie. Die Insel ist im Gegensatz zu vielen anderen im Amami-Archipel kein wichtiges Touristenziel.